# Кейп-Бретон
Кейп-Бре́тон (англ. Cape Breton Island, фр. Île du Cap-Breton, гэльск. Eilean Cheap Bhreatainn) — остров к северо-востоку от полуострова Новая Шотландия (разделён проливом Кансо) и восточнее Острова Принца Эдуарда в заливе Св. Лаврентия. На языке микмаков остров называется Unama’kik — «Земля туманов». Административно относится к провинции Новая Шотландия, разделён на четыре муниципалитета.

## География

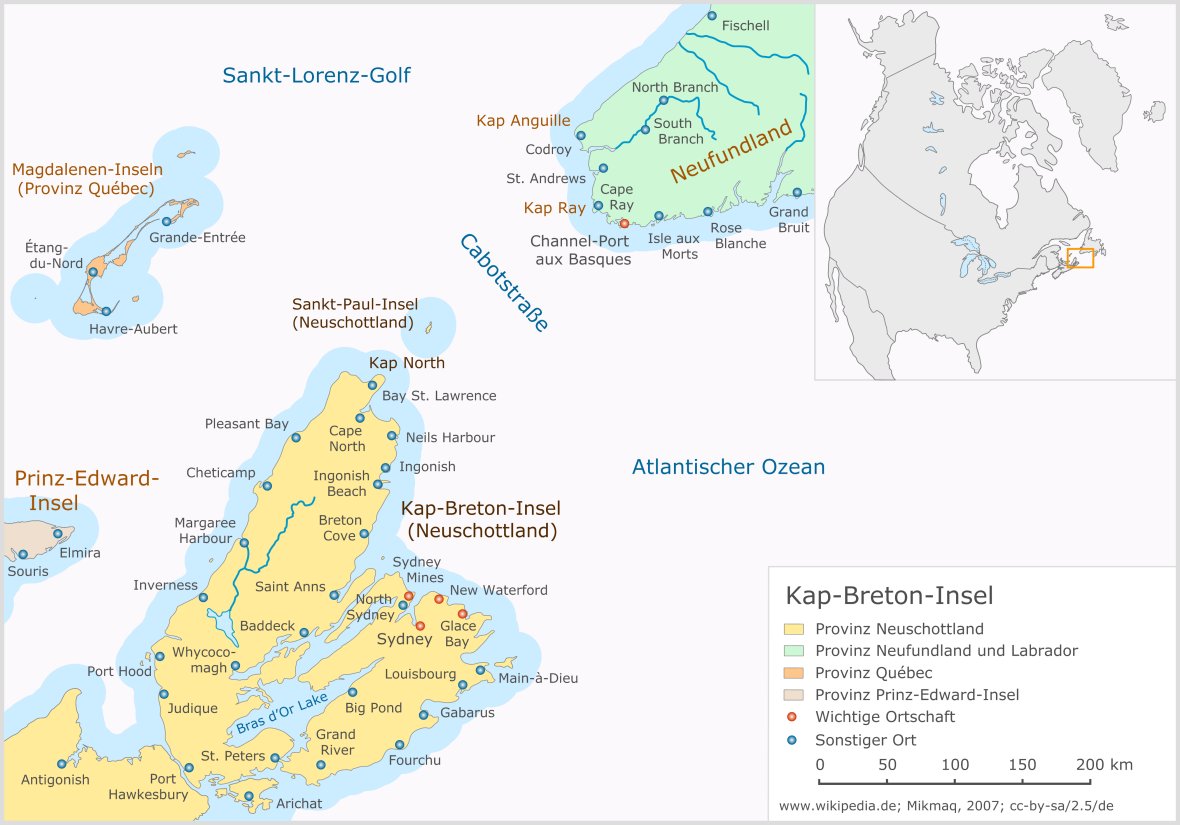
Карта острова

Территория острова — 10 311 км² (18-е место в Канаде, 75-е в мире), в центральной части острова находится озеро-лагуна Бра-д'Ор, площадь которого в зависимости от приливов составляет 932—1099 км², и которое фактически делит остров на два. Наиболее высокая точка — гора Уайт-Хилл, 532 м над уровнем моря, вторая точка по высоте - гора Фрэни, 430 м. Склоны гор покрыты тайгой, геологически Кейп-Бретон сложен кристаллическими породами, береговая линия сильно изрезана.
В северной части острова находится  сельская рыбацкая община Мит-Коув, национальный парк Кейп-Бретон-Хайлендс, большая часть которого лежит на плато Кейп-Бретон. В парке представлена флора и фауна как севера, так и юга Канады.
Климат умеренный океанический. Температура февраля — −6,5 °C, июля-августа — +17-+18 °C, среднегодовая — около +5,5 °C. Осадки — около 1500 мм в год, зимой — снег или (реже) дождь, летом — дожди.

## Население
Население — 135 974 человек (2011). 95 % жителей — белой расы, 3,6 % — микмаки, население в основном англоязычно. 47,3 % — католики, 22,1 % — протестанты, 2,65 % нерелигиозны.

## Галерея

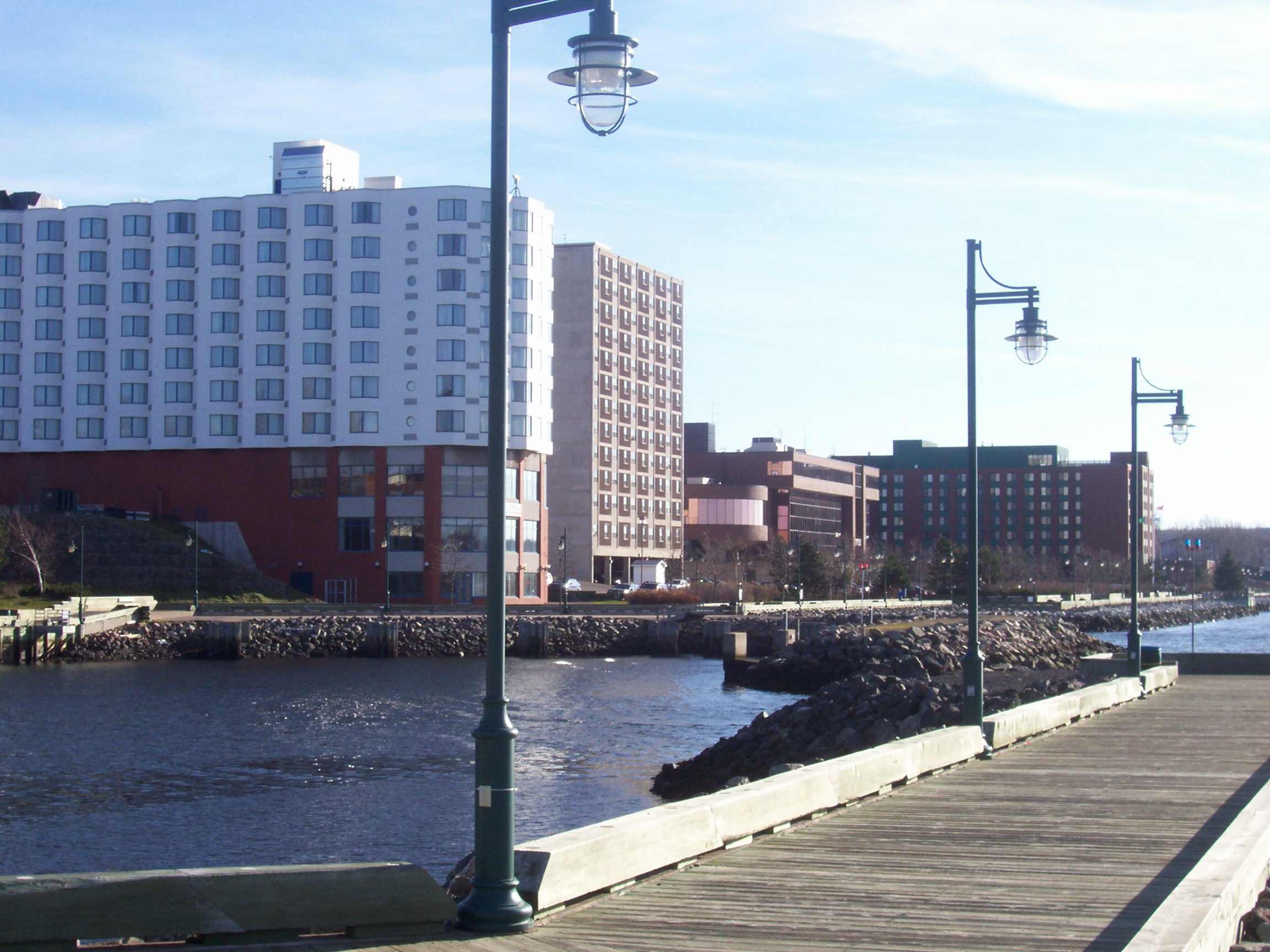
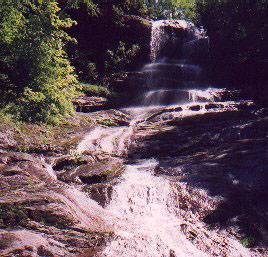
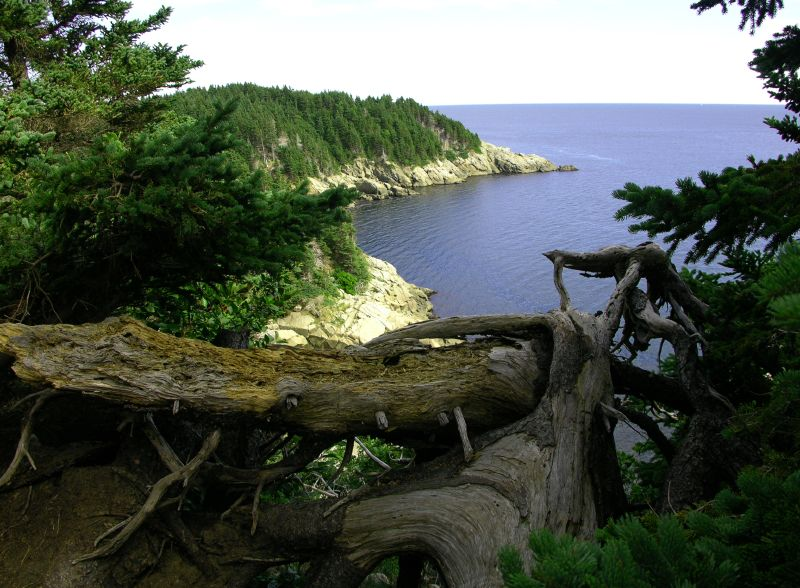
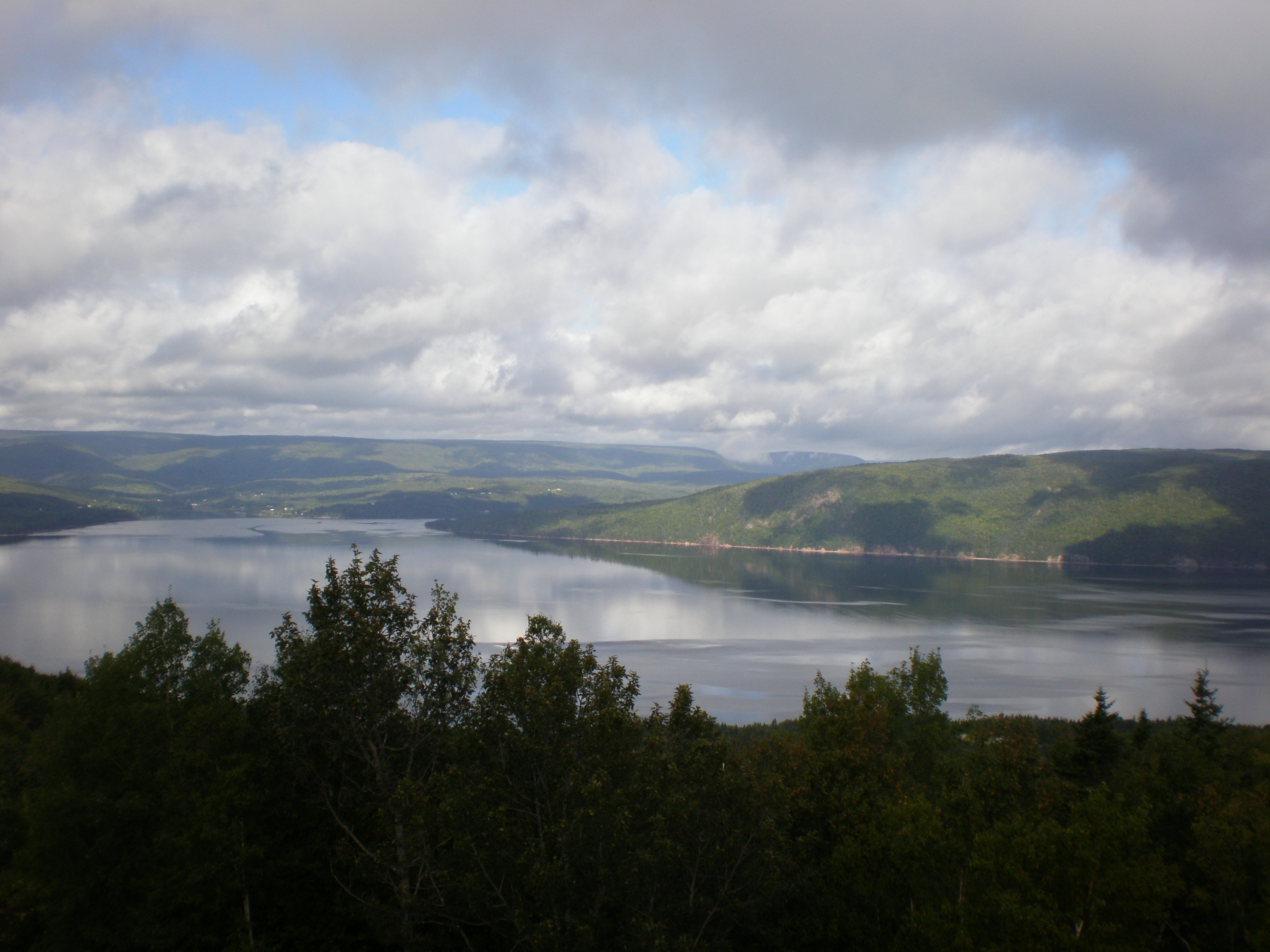